# Donato Faggella
Donato Faggella (San Fele, 8 luglio 1867 – Rocca di Papa, 27 agosto 1939) è stato un magistrato e politico italiano.

## Biografia
Nato da Gabriele e Alfonsa Marraffino, si laureò in giurisprudenza a Napoli nel luglio 1891 e si abilitò alla professione forense. Suo fratello Gabriele, omonimo del padre, fu illustre magistrato e giurista. Donato, intrapresa pure la carriera da magistrato, il 12 aprile 1893 venne nominato uditore giudiziario. Fu destinato prima al Tribunale di Roma e, dopo, alla Corte d'Appello della capitale. Dopo vari incarichi passò al Tribunale di Napoli. Nel 1901 si trasferì a Roma e, nel 1906, entrò nel gabinetto del sottosegretario di Stato alla Giustizia, il calabrese Gaspare Colosimo, come consulente giuridico. Nel luglio del 1907 ebbe l'incarico di presidente del Tribunale di Como. L'anno successivo tornò alla Corte d'Appello della capitale.
Dal 1910 al 1911 ricoprì l'incarico di segretario del Consiglio Superiore della Magistratura. Il 9 agosto 1911 divenne presidente del Tribunale di Roma. Dal 28 febbraio 1920 all'8 novembre del 1922, fu Capo di Gabinetto del Ministero di Grazia e giustizia, dunque, dal secondo governo Nitti al governo Facta, ultimo della fase liberale. Fu anche consigliere della Corte di cassazione (1915-1924) e Primo presidente della Corte d'appello di Roma (1924-1936). Nel 1929, su proposta del ministro della Giustizia Alfredo Rocco, ricevette la nomina a senatore del Regno.
Nel corso della sua lunga attività giudiziaria, fu superiore gerarchico di Mauro Del Giudice, il magistrato che condusse le indagini sul rapimento e l'assassinio di Giacomo Matteotti. Nella piazza principale del paese natale, una lapide in marmo lo ricorda ai posteri, insieme al fratello Gabriele. Si spense a Rocca di Papa (Roma), il 27 agosto del 1939. Donato Faggella fornì anche alcuni interessanti contributi alla dottrina, con le seguenti pubblicazioni: D. Faggella, L'annullabilità del matrimonio per dolo e per errore, Reclame, Roma, 1914; D. Faggella, Retroattività delle leggi, UTET, 1922; D. Faggella, F. S. Bianchi, Codice di diritto civile, Unione Tipografico-editrice torinese, 1922.